# Шейнис, Давид Исаевич
Давид Исаевич Шейнис (5 сентября 1877, Липканы, Хотинский уезд, Бессарабская губерния — после 1945) — русский и советский юрист, демограф-статистик, экономист и теоретик градостроительства, хозяйственный деятель.

## Биография
Родился в семье выпускника Житомирского казённого еврейского училища (1866), липканского раввина Шаи Лейбовича Шейниса, который также служил инспектором местной государственной еврейской школы. В конце 1880-х годов семья переехала в Шаргород, где отец был избран казённым раввином. 5 декабря 1894 года сдал в Каменец-Подольской гимназии экзамены на аптекарского помощника. В 1901 году сдал экзамены за полный курс Златопольской мужской гимназии. После окончания Императорского университета Святого Владимира в Киеве работал помощником присяжного поверенного. Опубликовал несколько социологических работ по составу еврейского студенчества в Российской империи.
После установления советской власти работал юристом. С 1922 года — начальник жилищного отдела Главного управления коммунального хозяйства НКВД РСФСР, в задачи которого входило наблюдение за проведением декрета о муниципализации владений. Вместе с Б. Б. Веселовским положил начало изучению жилищной политики СССР. Опубликовал юридические материалы по жилищному вопросу. С 1930 года — начальник планово-статистического бюро Главного управления коммунального хозяйства НКВД РСФСР, в 1931 году преобразованного в отдельный Наркомат коммунального хозяйства при Совете народных комиссаров РСФСР. Был членом Центральной смешанной комиссии по возвращению национализированного и муниципализированного имущества потребительской кооперации (1927), членом правления Центрального союза жилищной кооперации РСФСР (Центрожилсоюз). Был одним из руководителей разработки правовых основ жилищной политики в период НЭПа.
Основные труды по вопросам организации жилищно-кооперативных товариществ и коммунальных хозяйств, жилищному законодательству в СССР. В третьем номере журнала «Советская архитектура» за 1931 году в статье Г. Б. Пузиса подвергся разгромной критике за серию «упрощенческих ошибок» в демографических трудах («метод перспективного исчисления населения»). Метод трудового баланса Шейниса для расчёта населения, основной расчётной единицей которого выступала потребность градообразующего предприятия в трудовых ресурсах, с 1931 года был принят Гипрогором РСФСР (в 1930 году как начальник Главного управления коммунального хозяйства НКВД РСФСР Д. И. Шейнис руководил организацией Государственного треста по планировке населённых мест и гражданскому проектированию НКВД РСФСР «Гипрогор», позднее преобразованного в Государственный институт съёмки и планировки городов и проектирования гражданских сооружений НКВД РСФСР; был научным сотрудником этого института). В 1930-е годы занимался главным образом вопросами научной планировки городского строительства, в том числе теоретической разработкой идеи «города-сада».
Сотрудник редакции двухнедельного журнала «Жилищная кооперация», член редколлегии журнала «Коммунальное хозяйство» (1921—1931).
Жил на Моховой улице, дом № 9, кв. 17. Во время Великой Отечественной войны находился с женой в эвакуации в Ирбите (Свердловская область).

## Семья
- Брат — Лев Исаевич Шейнис (фр. Léon Cheinisse, 1871—1924), учёный-медик, автор трудов в области уголовной антропологии, публицист.
- Внук его сестры, стоматолога Софьи Исаевны Шейнис-Рыбаковой (1870—1941, расстреляна в Бабьем Яру) — лингвист Александр Жолковский[26].
- Племянница — Дебора (Павина) Семёновна Рыбакова (1904—1954), музыковед, кандидат искусствоведения (1942). Д. С. Рыбакова и А. К. Жолковский после переезда в Москву жили на квартире Д. И. Шейниса.
- Жена — София Акимовна Шейнис (1889—?), биолог, доктор медицины, профессор Центрального института заочного обучения, автор учебника «Биология» (1932) для среднего медперсонала, научных и популярных книг «Шапка-невидимка: очерки из жизни животного мира» (1922, 1928), «Животное в природе и жизни человека» (1928), «Чудеса без чудес: животное и среда» (1933), «Сходство и разнообразие в животном мире» (1937)[27].

## Книги Д. И. Шейниса
- Еврейское студенчество в цифрах (По данным переписи 1909 г. в Киевском университете и Политехническом институте). Киев: Печатня И. Шенфельда, 1911. — 73 с.; 2-е издание — приложением к книге: А. Е. Иванов. Еврейское студенчество в Российской империи начала XX века. Каким оно было? М.: Новый хронограф, 2007. — 436 с[28].
- Д. И. Шейнис, М. С. Фридман. Промысловый налог по действующему русскому законодательству. М.: типография В. М. Саблина, 1913.
- Еврейское студенчество в Москве (По данным анкеты 1913 г.) / Материал собрал Комитет Московского отделения ОПЕ и обработал Д. И. Шейнис. М.: Московский комитет Общества распространения просвещения между евреями, 1914. — 57 с.
- Новый декрет о квартирной плате, изданный 13 июня 1923 г. М.: Издательство Главного управления коммунального хозяйства НКВД РСФСР, 1923. — 16 с.
- Жилищный вопрос (Сборник декретов, распоряжений и инструкций с разъяснениями). М: Издательство Главного управления коммунального хозяйства НКВД РСФСР, 1923. — 124 с.; 2-е издание (с подзаголовком: Сборник декретов, распоряжений и инструкций с обзорами узаконений и постатейными разъяснениями) — там же, 1924. — 180 с.; 3-е издание (с подзаголовком: Сборник декретов, распоряжений и инструкций с комментариями) — там же, 1926; 4-е издание — там же, 1929. — 539 с.
- Новейшее жилищное законодательство: Декреты и ведомственные распоряжения (с 1 апр. 1924 г.) с комментариями. М: Издательство Главного управления коммунального хозяйства НКВД РСФСР, 1925. — 80 с.
- Горсоветы и коммунальное хозяйство. Под ред. Б. Б. Веселовского и Д. И. Шейниса. М.: НК Внутренних дел РСФСР, 1927. — 357 с[29][30].
- Н. А. Коковин, Д. И. Шейнис. Бюджет домового хозяйства. М.: Издательство Народного комиссариата внутренних дел РСФСР, 1928. — 80 с.

## Публикации
- Е. В. Виленц-Горовиц. Жилищный вопрос в Европе. Под редакцией и с вступительной статьёй Д. И. Шейниса. М.: Издательство Народного комиссариата внутренних дел РСФСР, 1926. — 128 с.
- Э. Г. Юнгганс. Организация жилищно-кооперативных товариществ (справочник). С предисловием и под редакцией Д. И. Шейниса. М: Центрожилсоюз, 1928. — 64 с.
- Н. И. Дзерожинский, В. Г. Артемов. Частное домовладение: Права и обязанности частного домовладельца по действующему советскому законодательству. Под редакцией начальника Жилищного отдела Главного управления коммунального хозяйства НКВД Д. И. Шейниса. М.: Издательство Народного комиссариата внутренних дел РСФСР, 1928. — 131 с.
- Л. Ф. Герус. Городское благоустройство и коммунальное хозяйство. Ред. Д. Шейнис. М.: Издательство Мособлисполкома, 1930.
- Д. И. Шейнис. В борьбе за научное обоснование проектов планировки. Планировка и строительство городов. № 2, 1934, с. 8—9.
- В. Н. Семёнов, Д. И. Шейнис. Планировка района и курортов Кавказских Минеральных Вод. Социалистический город, 1937, № 6, с. 17—26[31].